# Roberto Leoni
Pour les articles homonymes, voir Leoni.
Roberto Leoni, né à Rome le 16 novembre 1940 et mort dans la même ville le 5 mars 2024, est un réalisateur et scénariste italien.

## Filmographie

### Réalisateur

#### Cinéma
- 1974 : Es Knallt - und die Engel singen sous le nom de « Butch Lion »
- 1991 : Favola crudele
- 2005 : Dalla parte giusta (it)
- 2009 : Terminal – court-métrage
- 2012 : Miss Wolf and the Lamb – court-métrage
- 2014 : The Gypsy Angel – court-métrage
- 2016 : A Heart in the Drawer – court-métrage
- 2020 : De Serpentis Munere

#### Télévision
- 1975 : The Guardians
- 2007 : I grandi artisti – série de 18 épisodes

### Scénariste

#### Cinéma
- 1968 : Eat It de Francesco Casaretti
- 1972 : Folie meurtrière (Mio caro assassino) de Tonino Valerii
- 1972 : Un homme à respecter (Un uomo da rispettare) de Michele Lupo
- 1973 : Il gatto di Brooklyn aspirante detective (it) d'Oscar Brazzi
- 1974 : Es Knallt - und die Engel singen de lui-même (sous le nom de « Butch Lion »)
- 1976 : Virginité (Come una rosa al naso) de Franco Rossi
- 1976 : Il letto in piazza (it) de Bruno Gaburro
- 1976 : L'Exécuteur (Gli esecutori) de Maurizio Lucidi
- 1977 : Adios California (California) de Michele Lupo
- 1978 : Comment perdre sa femme et trouver une maîtresse (Come perdere una moglie e trovare un'amante) de Pasquale Festa Campanile
- 1982 : Vieni avanti cretino de Luciano Salce
- 1982 : Buona come il pane de Riccardo Sesani
- 1983 : Gian Burrasca (it) de Pier Francesco Pingitore
- 1984 : La Chasse aux morts-vivants (L'ultimo guerriero) de Romolo Guerrieri
- 1985 : Cinq Salopards en Amazonie (Squadra selvaggia) d'Umberto Lenzi
- 1985 : Vediamoci chiaro (it) de Luciano Salce
- 1985 : Carabinieri si nasce (it) de Mariano Laurenti
- 1986 : Luci lontane d'Aurelio Chiesa (it)
- 1987 : La Dernière Étreinte (Una donna da scoprire) de Riccardo Sesani
- 1987 : La sporca insegna del coraggio de Tonino Valerii
- 1987 : Eroi dell'inferno de Stelvio Massi
- 1989 : Santa Sangre d'Alejandro Jodorowsky
- 1989 : Frisson (Spogliando Valeria) de Bruno Gaburro
- 1989 : Casablanca Express de Sergio Martino
- 1990 : Rickshaw de Sergio Martino
- 1991 : Favola crudele
- 1993 : 18.000 giorni fa de Gabriella Gabrielli
- 1995 : Nefertiti, figlia del sole de Guy Gilles
- 1998 : Frigidaire - Il film (it) de Giorgio Fabris
- 2000 : L'uomo della fortuna (it) de Silvia Saraceno
- 2000 : Si fa presto a dire amore (it) d'Enrico Brignano
- 2001 : Gioco con la morte de Maurizio Longhi
- 2005 : Dalla parte giusta (it) de Roberto Leoni
- 2007 : Anita - Una vita per Garibaldi (it) d'Aurelio Grimaldi

#### Télévision
- 1975 : The Guardians – téléfilm
- 1989 : Oceano – série en 6 épisodes[3]
- 1999 : A caro prezzo – téléfilm
- 2000 : Gioco a incastro – téléfilm
- 2005 : Gente di mare – série en 26 épisodes
- 2007 : I grandi artisti - série en 18 épisodes